# Maurice Kriegel-Valrimont
Cet article possède un paronyme, voir Walter Warlimont.
Pour les articles homonymes, voir Kriegel.
Maurice Kriegel-Valrimont, né le 14 mai 1914 à Strasbourg et mort le 2 août 2006 à Paris 4e, est un militant communiste qui prit part à la Résistance pendant la Seconde Guerre mondiale et devient député après-guerre.
Il reçoit avec le général Leclerc et Henri Rol-Tanguy la reddition de von Choltitz à la libération de Paris.

## Biographie

### Famille
Issu d'une famille juive ayant fui la double monarchie austro-hongroise pour l'Alsace alors allemande, Benjamin Maurice Kriegel nait à Strasbourg en 1914.
Il est d'abord brièvement l'époux de Mala Ehrlischster, future résistante tuée en 1944 par les Allemands à Marseille, puis de Paulette Lesouëf de Brévillier (1915-2015). Il est le père de la philosophe Blandine Kriegel et de l'architecte-paysagiste Anne Kriegel, le beau-père du journaliste Alexandre Adler et de l'architecte Bruno Fortier, et le beau-frère de l'historienne Annie Kriegel et l'oncle de la journaliste et écrivaine Danièle Kriegel.

### Les années 1930 et la guerre
Maurice Kriegel est militant à la CGT et aux Jeunesses communistes en 1936. Engagé dans la lutte antifasciste avant le 6 février 1934, il obtient une licence en droit la même année puis s'installe à Paris en 1936. Il y travaille dans une compagnie d'assurances où il est élu secrétaire général en 1937 ; c'est dans ce contexte qu'il rencontre Alfred Malleret. Participant au Front populaire en 1936-1938, il est contraint à la clandestinité sous Vichy : avec sa femme Paulette, ils s'en vont chez ses parents à Toulouse en début 1942.
Il prend alors une part de plus en plus active dans l'organisation des Mouvements unis de la Résistance (MUR). À Toulouse, il intègre le mouvement de résistance Libération-Sud aux côtés de Jean-Pierre Vernant et Pierre Hervé. Il se rapproche aussi de Raymond Aubrac avec qui son frère, André, est devenu ami pendant la drôle de guerre. Il devient son adjoint pour la direction des formations paramilitaires du mouvement. Maurice Kriegel est arrêté une première fois à Lyon le 15 mars 1943, en compagnie de Raymond Aubrac, François Morin-Forestier et Serge Ravanel. Il s'évade le 24 mai et part à Paris dans la foulée.
Il aurait voulu par dérision prendre comme nom de guerre Warlimont, par analogie au général de la Wehrmacht qui s’appelait ainsi, mais une erreur de graphie lui vaut de passer dans l’histoire sous le nom de Valrimont(ajout officiel à son nom Kriegel le 15 juin 1979).
Au printemps 1944, avec Pierre Villon et Jean de Vogüé, il est l'un des trois dirigeants du comité d'action militaire (COMAC) créé par le Conseil national de la Résistance (CNR).

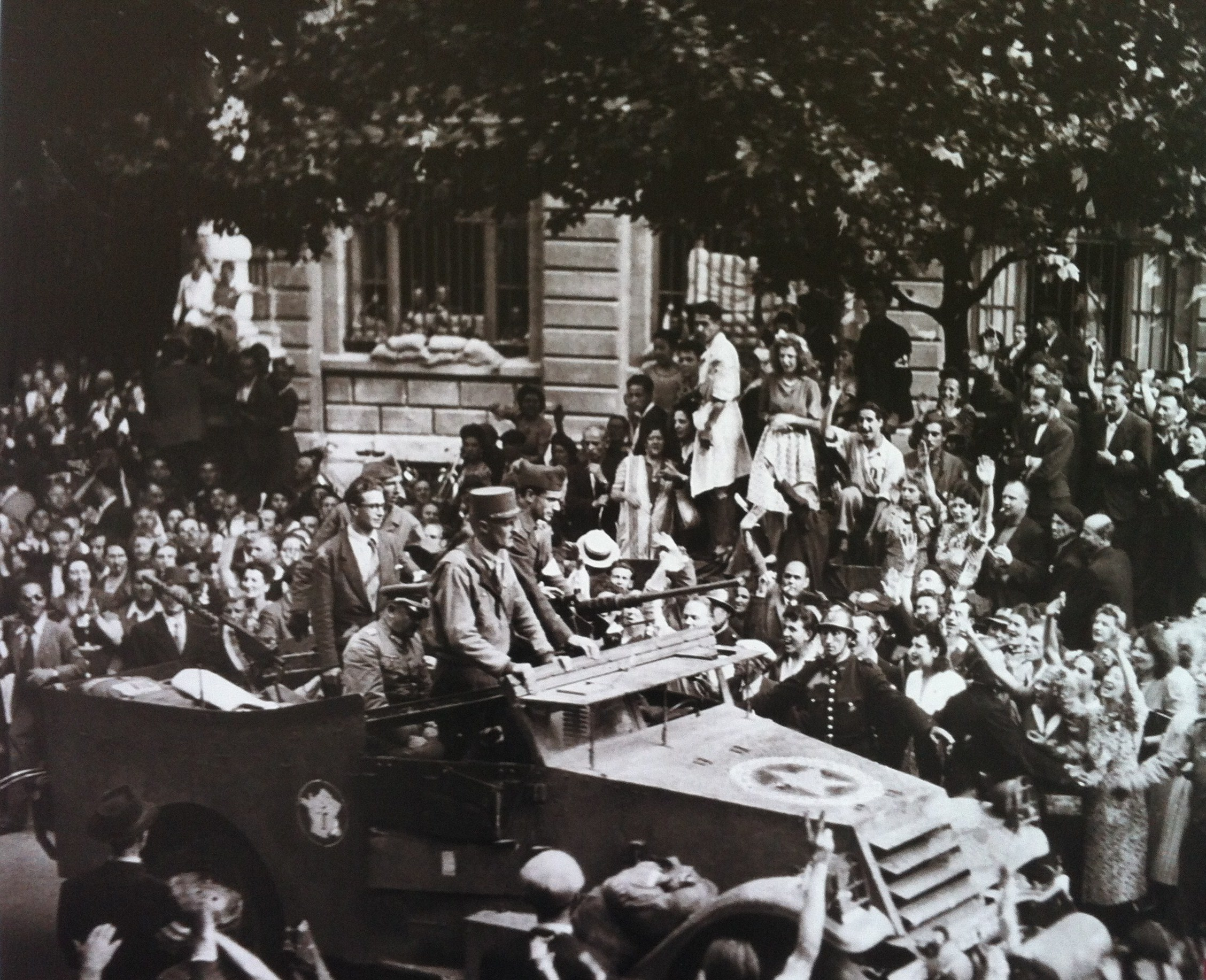
Reddition du général von Choltitz. Maurice Kriegel-Valrimont se tient debout à l'arrière du blindé, derrière le colonel Rol-Tanguy, le général Leclerc et le général von Choltitz, assis menotté.

Il assiste, le 25 août 1944, à la signature de la cessation des combats par le général von Choltitz, chef de la garnison allemande de Paris. Jacques Chaban-Delmas, Henri Rol-Tanguy et le général Leclerc sont aussi présents. En 1945, il est membre de l'Assemblée consultative, et dirige Action, grand hebdomadaire politique dans lequel on retrouve les signatures de Claude Roy, Vercors, Roger Vailland, etc.
Il est un des rouages essentiels de l'application du programme du Conseil national de la Résistance, notamment pour la fondation de la Sécurité sociale aux côtés de Pierre Laroque, Ambroise Croizat, Georges Buisson, Henri Raynaud, Maître Willard et de Francis Netter. Il se mobilise pour faire reconnaître le principe de solidarité, qui prend forme avec les ordonnances des 4 et 19 octobre 1945, les lois du 22 mai, du 22 août et du 30 octobre 1946.
Il est élu député de Meurthe-et-Moselle le 21 octobre 1945, alors qu'il est toujours membre de l'Union républicaine et résistante. De plus, il est vice-président de la Haute Cour de justice (1946) qui juge les dirigeants collaborationnistes. Maurice Thorez lui propose alors de devenir un élu du PCF, qui fait alors 28,6 % des voix. Kriegel-Valrimont accepte la proposition, intègre le comité central en 1947, et reste donc député communiste de Meurthe-et-Moselle jusqu'en 1958. Il devient chargé du bureau de presse du PCF jusqu'à la fin des années 1950. Celui-ci chapeaute alors L'Humanité (500 000 exemplaires), Ce Soir et des quotidiens régionaux (tandis que la SFIO détient Le Populaire). Il fait également partie du Mouvement de la paix, où il côtoie en particulier Laurent Casanova.

### Des rapports conflictuels avec le PCF
André Marty et Charles Tillon sont exclus de la direction du PCF en 1952 ; Maurice Kriegel-Valrimont vote alors leur exclusion. Il écrira dans ses mémoires : « Quand je me pose des questions sur ma vie, c'est le seul point où je ne me trouve pas d'excuses. » Les rapports avec la direction du parti se tendent cependant après le XXe Congrès du PCUS (1956). Alors que la direction du PCF nie dans un premier temps l'existence du rapport Khrouchtchev dénonçant les crimes du stalinisme et le culte de la personnalité, Maurice Kriegel, aux côtés de Laurent Casanova et de Marcel Servin, appuie la déstalinisation. Il est alors écarté, le Comité central prenant prétexte de son refus d'affirmer que de Gaulle s'alignait sur l'impérialisme américain. Avec Servin et Casanova, il est accusé par la direction d'activités « fractionnistes » (et officieusement de « khrouchtchévisme »), et définitivement exclu de la direction du parti en mai 1961, à l'occasion du XVIe Congrès du PCF, au cours de l'« affaire Servin-Casanova ».

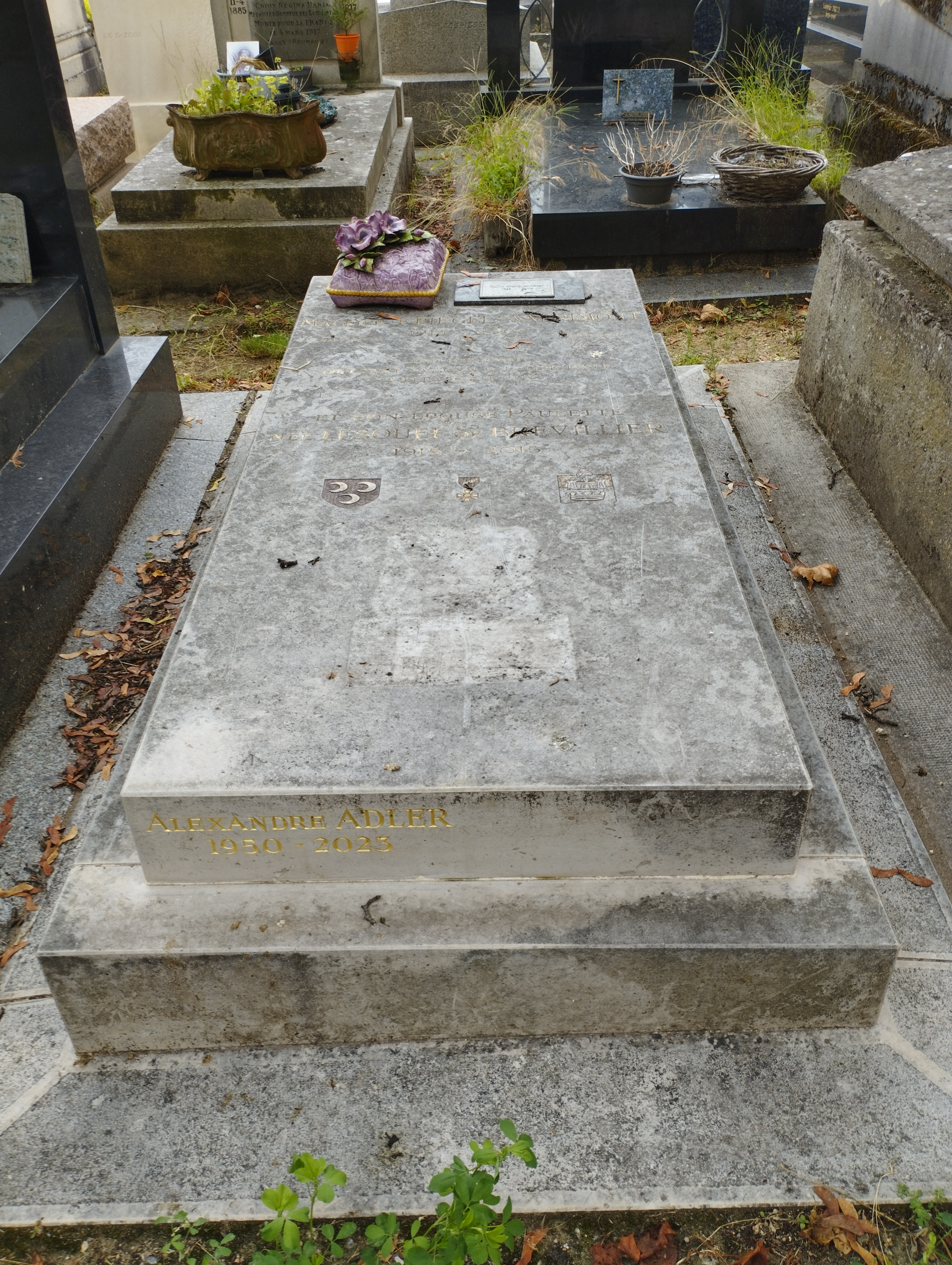
Tombe de Maurice Kriegel-Valrimont et Alexandre Adler au cimetière du Montparnasse (division 10).

S'il n'a jamais repris sa carte au parti, travaillant comme employé de la Sécurité sociale, il participe à la fin des années 1980 à des tentatives de rénovation du parti, soutenant Pierre Juquin. Auparavant, il rompt le silence en signant, le 3 juin 1970, avec Charles Tillon, Roger Garaudy et Jean Pronteau une tribune condamnant l'intervention soviétique de 1968 contre le Printemps de Prague.
À quatre-vingt-cinq ans, il accepte néanmoins d'être candidat sur la liste menée par Robert Hue aux élections européennes de 1999, ce après avoir été réhabilité, avec l'ensemble des exclus du parti, par la direction en janvier 1998. Cette décision fait écho à un discours prononcé par Robert Hue devant quatre cents personnes à Longlaville (Meurthe-et-Moselle), et dans lequel il lui rend hommage : « Oui, le Parti communiste a été marqué, profondément et pendant longtemps, par le stalinisme […] Je veux exprimer toute ma satisfaction de la présence parmi nous de Maurice Kriegel-Valrimont, dont toute la vie témoigne de la force de son engagement à gauche et de la fidélité à ses convictions. ».
Il est inhumé au cimetière du Montparnasse (10e division, en bordure de l'allée principale).

### Décorations
- Grand-croix de la Légion d'honneur[8]
- Grand-croix de l'ordre national du Mérite[8]
- Croix de guerre 1939-1945[8]
- Croix du combattant volontaire de la Résistance[8]

### Hommage
En septembre 2006, le Conseil de Paris décide, répondant au vœu des élus communistes visant à attribuer à une place ou à une rue de Paris le nom de Maurice Kriegel-Valrimont, de donner son nom au jardin public au centre du square de Clignancourt, situé dans le 18e arrondissement, où il vécut au no 15. Le square Maurice-Kriegel-Valrimont est inauguré par Bertrand Delanoë, maire de Paris, le 24 août 2007, en présence de nombreuses personnalités.

## Publication
- La Libération : Les Archives du Comac, mai-août 1944, Éditions de Minuit, 1964.
- Mémoires rebelles, avec Olivier Biffaud, éd. Odile Jacob, 1999.
- Ils nous ont dit : Vous êtes fous !, avec François Ruffin, éd. Fakir, 2013.